# UniCEUB Brasília
UniCEUB/Brasília o UniCEUB/BRB/Brasília era una società cestistica avente sede a Brasilia, nel Distretto Federale, in Brasile. La squadra, fondata nel 2000 come Universo/Brasília, nel 2009 ha assunto la denominazione UniCEUB/Brasília. Nel 2017, è stato estinto.

## Palmarès
- Campionato brasiliano: 4

2007, 2010, 2011, 2012
- Campionato Metropolitai: 11

2002, 2003, 2004, 2005, 2006, 2007, 2008, 2009, 2010, 2015, 2016
- Supercoppe Brasile: 2

2003, 2004
- Liga Sudamericana: 3

2010, 2013, 2015
- FIBA Americas League: 1

2009